# Campionati del mondo di atletica leggera 2017 - Lancio del giavellotto femminile
La gara del lancio del giavellotto femminile si è svolta tra il 6 e l'8 agosto 2017.
Durante le qualifiche, la cinese Lyu Huihui ottiene il record asiatico (67,59 m).

## Podio
| Pos     | Atleta            | Nazionalità | Misura  |
| ------- | ----------------- | ----------- | ------- |
| Oro     | Barbora Špotáková | Rep. Ceca   | 66,76 m |
| Argento | Li Lingwei        | Cina        | 66,25 m |
| Bronzo  | Lyu Huihui        | Cina        | 65,26 m |

## Situazione pre-gara

### Record
Prima di questa competizione, il record del mondo e il record dei campionati erano i seguenti.
| Record                | Prestazione | Atleta                      | Data                                  | Competizione  |
| --------------------- | ----------- | --------------------------- | ------------------------------------- | ------------- |
| Record mondiale       | 72,28 m     | Barbora Špotáková Rep. Ceca | 13 settembre 2008 Stoccarda, Germania |               |
| Record dei campionati | 78,80 m     | Maria Abakumova Russia      | 16 agosto 2013 Mosca, Russia          | Mondiali 2013 |

### Campioni in carica
I campioni in carica, a livello mondiale e olimpico, erano:
| Campione | Atleta                     | Prestazione | Data                                    | Competizione                |
| -------- | -------------------------- | ----------- | --------------------------------------- | --------------------------- |
| Olimpico | Sara Kolak Croazia         | 66,18 m     | 18 agosto 2016 Rio de Janeiro (Brasile) | Giochi della XXXI Olimpiade |
| Mondiale | Katharina Molitor Germania | 67,69 m     | 30 agosto 2015 Pechino (Cina)           | Mondiali 2015               |

### La stagione
Prima di questa gara, gli atleti con le migliori tre prestazioni dell'anno erano:
| Pos. | Atleta                      | Prestazione | Data                               |
| ---- | --------------------------- | ----------- | ---------------------------------- |
| 1    | Sara Kolak Croazia          | 68,43 m     | 06 luglio 2017 Losanna, Svizzera   |
| 2    | Barbora Špotáková Rep. Ceca | 68,26 m     | 09 luglio 2017 Londra, Regno Unito |
| 3    | Eda Tugsuz Turchia          | 67,21 m     | 18 maggio 2017 Baku, Azerbaigian   |

## Risultati

### Qualificazioni
Le qualifiche si sono tenute il 6 agosto dalle ore 19:05.

Qualificazione: le atlete che raggiungono la misura di 63,50 m (Q) o le migliori 12 misure (q) avanzano alla finale.
| Pos | Gruppo | Atleta                | Nazionalità                 | 1ª prova | 2ª prova | 3ª prova | Risultato | Note |
| --- | ------ | --------------------- | --------------------------- | -------- | -------- | -------- | --------- | ---- |
| 1   | B      | Lyu Huihui            | Cina                        | 67,59    |          |          | 67,59     | Q,   |
| 2   | B      | Martina Ratej         | Slovenia                    | 65,64    |          |          | 65,64     | Q,   |
| 3   | A      | Katharina Molitor     | Germania                    | 61,76    | 65,37    |          | 65,37     | Q,   |
| 4   | A      | Liu Shiying           | Cina                        | x        | 58,89    | 64,72    | 64,72     | Q    |
| 5   | B      | Barbora Špotáková     | Rep. Ceca                   | 59,04    | 64,32    |          | 64,32     | Q    |
| 6   | B      | Eda Tugsuz            | Turchia                     | 62,13    | 61,51    | 63,87    | 63,87     | Q    |
| 7   | A      | Kelsey-Lee Roberts    | Australia                   | 61,12    | 63,70    |          | 63,70     | Q    |
| 8   | A      | Sara Kolak            | Croazia                     | 63,03    | x        | 63,24    | 63,24     | q    |
| 9   | B      | Ásdís Hjálmsdóttir    | Islanda                     | 59,53    | 57,28    | 63,06    | 63,06     | q    |
| 10  | A      | Elizabeth Gleadle     | Canada                      | 61,39    | 62,97    | x        | 62,97     | q    |
| 11  | A      | Tatsiana Khaladovich  | Bielorussia                 | 62,58    | 61,07    | 59,73    | 62,58     | q    |
| 12  | B      | Li Lingwei            | Cina                        | 62.26    | 62,29    | 60,78    | 62,29     | q    |
| 13  | B      | Anete Kocina          | Lettonia                    | x        | 62,26    | 58,75    | 62,26     |      |
| 14  | A      | Marharyta Dorozhon    | Israele                     | 56,02    | 61,33    | x        | 61,33     |      |
| 15  | A      | Kara Winger           | Stati Uniti                 | 61,27    | 58,24    | 59,63    | 61,27     |      |
| 16  | A      | Marina Saito          | Giappone                    | 59,21    | 57,29    | 60,86    | 60,86     |      |
| 17  | B      | Christin Hussong      | Germania                    | 57,53    | 56,92    | 60,86    | 60,86     |      |
| 18  | B      | Laila Domingos        | Brasile                     | 60,54    | 56,44    | 60,10    | 60,54     |      |
| 19  | A      | Nikola Ogrodníková    | Rep. Ceca                   | 59,99    | x        | 55,89    | 59,99     |      |
| 20  | B      | Annu Rani             | India                       | 57.34    | 59,93    | 57,16    | 59,93     |      |
| 21  | A      | Madara Palameika      | Lettonia                    | x        | 59,54    | x        | 59,54     |      |
| 22  | B      | Marcelina Witek       | Polonia                     | 59,00    | x        | x        | 59,00     |      |
| 23  | A      | Flor Ruiz             | Colombia                    | 57,93    | 57,94    | x        | 57,94     |      |
| 24  | A      | Yuki Ebihara          | Giappone                    | 55,36    | 57,51    | x        | 57,51     |      |
| 25  | B      | Kathryn Mitchell      | Australia                   | 57,42    | x        | x        | 57,42     |      |
| 26  | A      | Liveta Jasiūnaitė     | Lituania                    | 50,51    | 55,05    | 55,80    | 55,80     |      |
| 27  | A      | Sigrid Borge          | Norvegia                    | 54,94    | 55,08    | x        | 55,08     |      |
| 28  | B      | Ariana Ince           | Stati Uniti                 | x        | 54,52    | x        | 54,52     |      |
| 29  | B      | Risa Miyashita        | Giappone                    | 51,57    | 53,43    | 53,83    | 53,83     |      |
| 30  | A      | Hanna Hatsko-Fedusova | Ucraina                     | x        | 51,90    | x        | 51,90     |      |
| 31  | B      | Vera Rebrik           | Atleti Neutrali Autorizzati | x        | x        | r        | nm        |      |

### Finale
La finale si è tenuta l'8 agosto alle ore 19:20.
| Pos | Atleta               | Nazionalità | 1ª prova | 2ª prova | 3ª prova | 4ª prova | 5ª prova | 6ª prova | Risultato | Note                          |
| --- | -------------------- | ----------- | -------- | -------- | -------- | -------- | -------- | -------- | --------- | ----------------------------- |
|     | Barbora Špotáková    | Rep. Ceca   | 58,48    | 66,76    | x        | 65,64    | 62,57    | 63,75    | 66,76     |                               |
|     | Li Lingwei           | Cina        | 61,81    | 63,01    | 66,25    | 65,38    | x        | x        | 66,25     | Miglior prestazione personale |
|     | Lyu Huihui           | Cina        | 62,71    | 62,44    | 61,95    | 60,87    | 65,26    | 58,30    | 65,26     |                               |
| 4   | Sara Kolak           | Croazia     | x        | 64,95    | x        | 57,38    | 63,50    | x        | 64,95     |                               |
| 5   | Eda Tugsuz           | Turchia     | 61,81    | 64,52    | x        | 63,68    | 64,47    | 62,77    | 64,52     |                               |
| 6   | Tatsiana Khaladovich | Bielorussia | 63.04    | 64.05    | x        | x        | 62.62    | x        | 64.05     |                               |
| 7   | Katharina Molitor    | Germania    | 59,81    | 63,75    | 59,67    | 59,67    | 59,80    | 58,30    | 63,75     |                               |
| 8   | Liu Shiying          | Cina        | x        | x        | 62,28    | 62,84    | 61,31    | 61,39    | 62,84     |                               |
| 9   | Martina Ratej        | Slovenia    | 61,05    | x        | 59,11    |          |          |          | 61,05     |                               |
| 10  | Kelsey-Lee Roberts   | Australia   | 60,76    | 58,39    | 59,76    |          |          |          | 60,76     |                               |
| 11  | Ásdís Hjálmsdóttir   | Islanda     | 57,38    | 60,16    | x        |          |          |          | 60,16     |                               |
| 12  | Elizabeth Gleadle    | Canada      | 60,12    | 58,87    | 58,36    |          |          |          | 60,12     |                               |